# Shorea polysperma
Shorea polysperma là một loài thực vật thuộc họ Dipterocarpaceae. Đây là loài đặc hữu của Philippines. Chúng hiện đang bị đe dọa vì mất môi trường sống.